# Saint-Bardoux
Saint-Bardoux là một xã thuộc tỉnh Drôme trong vùng Rhône-Alpes ở đông nam nước Pháp. Xã Saint-Bardoux nằm ở khu vực có độ cao trungbinfh 229 mét trên mực nước biển. Saint-Bardoux có cự ly 8 km về phía tây bắc Romans-sur-Isère (thủ phủ tổng) và 11 km về phía đông Tain-l'Hermitage. Các đô thị xung quanh gồm Clérieux, Saint-Donat-sur-l'Herbasse và Granges-les-Beaumont.
Xã có dân số 541 người theo điều tra dân số năm 1999 của INSEE.